# Río Mangoro
El Río Mangoro es el río más largo de la costa este de Madagascar por el tamaño de la cuenca y el volumen de agua, con 300 km de longitud.

## Descripción
El Mangoro comienza al noreste de la ciudad de Anjozorobe en la región de Analamanga, a unos 1100 metros. Sus afluentes principales son el río Onive (que se une en la margen derecha a 200 kilómetros de la fuente del río) y el río Nosivolo. Su boca se encuentra en el Océano Índico cerca de la ciudad de Ambodiharina.
Debido a sus numerosos afluentes, el Mangoro mantiene un alto caudal durante todo el año, lo que es un río ideal para el rafting.
A partir de 2012, la Sherritt International Corporation planeaba usar el río Mangoro como fuente de agua para un acueducto que llevara el mineral de las minas de Ambatovy, aumentando las preocupaciones ambientales.
Hay una carretera y un puente ferroviario sobre el río al oeste de Moramanga en Route nationale 2.

## Fauna
Hay pequeñas poblaciones de cocodrilos en las secciones más tranquilas del río. Sin embargo, su población es mínima y continúa cayendo en picado.